# Metallindustrie
Als Metallindustrie bezeichnet man einen Wirtschaftszweig, der alle Unternehmen umfasst, die sich mit der nicht handwerklichen Herstellung, Be- und Verarbeitung von Metallen beschäftigen.

## Systematik
Die Metallindustrie ist ein Wirtschaftszweig, der sich vom Metallerzbergbau über die Metallproduktion bis zu den Halbzeugwerken und Metallgießereien, der ersten Verarbeitungsstufe, erstreckt.
Die Unternehmen der Metallindustrie werden häufig unterteilt in die Bereiche:
- Stahlindustrie;
- Nichteisen (NE) – Metallwirtschaft;

- Leichtmetalle (Aluminium, Magnesium, Titan);
- Buntmetalle (Kupfer, Blei, Zink, Zinn, Nickel);
- Edelmetalle (Gold, Platin);
- Sondermetalle (z. B. Cadmium, Gallium, Kobalt);

- Gießereiindustrie (Eisen-, Stahl- und Temperguss);
- Stahl-/Metallverarbeitung.

Die internationalen Wirtschaftsklassifikationen ISIC und NACE sehen eine prinzipielle Unterscheidung der Metallindustrie im eigentlichen Sinne (Metallherstellung und Verarbeitung von Rohmetall in erster Stufe zu Halbzeug) und der Metallverarbeitung (im engeren Sinne der reinen Metallprodukte) vor:
(Gruppe C … Verarbeitendes Gewerbe/Herstellung von Waren)
- NACE C24 – Manufacture of basic metals (Metallerzeugung und -bearbeitung): Dazu gehören Erzeugung von Rohmetallen (Metallwerke), Blech-, Band-, Rohrherstellung, Gießereien und Ähnliches
- NACE C25 – Manufacture of fabricated metal products, except machinery and equipment (Herstellung von Metallerzeugnissen): Metallbau, Kessel, Schmiede-, Stanz-, Zieh- oder pulvermetallurgische Erzeugnisse, Waffen und Munition, Oberflächenveredlung und Wärmebehandlung, und Ähnliches mehr

Die sonstige Weiterverarbeitung und Verwendung von Metallen findet sich verstreut in jeweils anderen Wirtschaftszweigen.
Eine andere Untergliederung differenziert nach den fertigungstechnischen Bearbeitungsstufen und Verfahren (DIN 8580), wie z. B. Kaltziehen, Gießen, Schmieden.

## Deutschland
Die Metallindustrie gehört zu den wichtigsten Industriezweigen in Deutschland.
In der deutschen Stahlindustrie waren Ende 2003 knapp 100 Unternehmen mit 94.500 Beschäftigten tätig. In der Rohstahlproduktion belegt Deutschland den sechsten Platz hinter China, Japan, den USA, Russland und Südkorea.
Der industriellen Bereich der Nichteisen-Metallwirtschaft umfasste etwa 660 Unternehmen mit insgesamt ca. 112.000 Beschäftigten.
In den 267 industriellen Gießereibetrieben waren etwa 42.000 Arbeitnehmer tätig und in den 4.400 Unternehmen der Stahl- und Metallverarbeitung  arbeiteten rund 440.000 Beschäftigten. (Quelle: Bundesministerium Wirtschaft und Arbeit, siehe Link).
In Deutschland ist die Metallindustrie überwiegend mittelständisch organisiert, abgesehen von einigen, auch international führenden Unternehmen wie zum Beispiel Thyssen-Krupp AG, MAN AG.
Der Gesamtumsatz der Branche betrug im Jahr 2003 715.312 Millionen Euro. Die Interessenvertretung der Unternehmen wird vom Wirtschaftsverband Stahl- und Metallverarbeitung e. V. (WSM) wahrgenommen.
Tarifgebundene Unternehmen der Metallindustrie sind in der Regel in einem Mitgliedsverband von Gesamtmetall organisiert. Gewerkschaftlich organisierte Arbeitnehmer der Metallindustrie sind in der Regel in der IG Metall organisiert.
Metall erzeugende Berufe der Metallindustrie (Bezeichnung in Deutschland) sind derzeit:
- Verfahrensmechaniker
- Gießereimechaniker (Gießen (Metall))

Metall bearbeitende Berufe der Metallindustrie (Bezeichnung in Deutschland) sind derzeit:
- Anlagenmechaniker
- Fachkraft für Metalltechnik
- Industriemechaniker
- Konstruktionsmechaniker
- Kraftfahrzeugmechatroniker
- Metallbildner
- Stanz- und Umformmechaniker
- Werkzeugmechaniker
- Zerspanungsmechaniker

## Österreich
Als Kleineisenindustrie wird in Österreich ein Teilbereich der Metallindustrie bezeichnet und umfasst die Eisenverarbeitung bzw. Metallwarenproduktion in dezentral organisierten Kleinbetrieben. Der Begriff hat vor allem historische Bedeutung.

## England
Eine Grundlage der Metallindustrie war das 1784 in England erfundene Puddel-Verfahren. Hierbei wird ein schwerflüssiges, fast teigiges Roheisenbad durch Umrühren mit Hilfe langer Stangen immer wieder sauerstoffhaltigen Verbrennungsgasen ausgesetzt und dadurch „gefrischt“. Die Weiterverarbeitung der sogenannten Luppe ermöglichte die Erzeugung von preiswertem Massenstahl.